# Microgonia particolor
Microgonia particolor là một loài bướm đêm trong họ Geometridae.